# Bubble
Bubble (バブル Baburu?) es una película animada japonesa producida por Wit Studio. Está dirigida por Tetsurō Araki y escrita por Gen Urobuchi, y presenta diseños de personajes de Takeshi Obata y música compuesta por Hiroyuki Sawano. La película se proyectó por primera vez en el Festival Internacional de Cine de Berlín el 10 de febrero de 2022. Se estrenó en todo el mundo en Netflix el 28 de abril de 2022 antes de ser estrenada en cines en Japón en mayo de 2022. Una adaptación a manga de la película de Erubo Hijihara debutó en Shōnen Jump+ el 22 de abril de 2022.

## Reparto
- Jun Shison como Hibiki[2][6]
- Riria como Uta[7]
- Mamoru Miyano como Shin[2][6]
- Yūki Kaji como Kai[2][6]
- Tasuku Hatanaka como Denki Ninja[2][6]
- Alice Hirose como Makoto[1][6]
- Sayaka Senbongi como Usagi[1][6]
- Marina Inoue como Undertaker[1][6]
- Shin-ichiro Miki como Kantō Mad Lobster[6]

## Música
La banda sonora de la película está compuesta por Hiroyuki Sawano. El tema de apertura es "Bubble feat. Uta" interpretado por Eve, mientras que el tema de cierre es "Jaa ne, Mata ne." (じゃあね、またね。?) interpretada por Riria, quien da voz a Uta en la película.

### Listado de canciones
Todas las canciones escritas y compuestas por Hiroyuki Sawano. 
| Lista de canciones de "Bubble (Banda sonora original de la película)" |                                                           |        |          |  |
| N.º                                                                   | Título                                                    | Música | Duración |  |
| 1.                                                                    | «BUBBLE»                                                  |        | 1:58     |  |
| 2.                                                                    | «BATTLEKOUR»                                              |        | 5:21     |  |
| 3.                                                                    | «BB»                                                      |        | 00:53    |  |
| 4.                                                                    | «JU-RYOKU»                                                |        | 2:35     |  |
| 5.                                                                    | «BB2»                                                     |        | 2:29     |  |
| 6.                                                                    | «MERMAID»                                                 |        | 4:18     |  |
| 7.                                                                    | «HIBIKI»                                                  |        | 1:56     |  |
| 8.                                                                    | «UTAtoHIBIKI»                                             |        | 1:32     |  |
| 9.                                                                    | «UNDERTAKER»                                              |        | 2:15     |  |
| 10.                                                                   | «BBxUT»                                                   |        | 3:20     |  |
| 11.                                                                   | «PARKOUR»                                                 |        | 3:56     |  |
| 12.                                                                   | «UTA»                                                     |        | 1:57     |  |
| 13.                                                                   | «2ndBUBBLE»                                               |        | 5:29     |  |
| 14.                                                                   | «TOWER»                                                   |        | 5:57     |  |
| 15.                                                                   | «NE-SAMA»                                                 |        | 2:20     |  |
| 16.                                                                   | «BUBBLE-cho.»                                             |        | 6:49     |  |
| 17.                                                                   | «BUBBLE-THEME»                                            |        | 3:54     |  |
| 18.                                                                   | «Bubble»                                                  | Eve    | 3:48     |  |
| 19.                                                                   | «Bubble (TeddyLoid Remix)»                                | Eve    | 3:23     |  |
| 20.                                                                   | «Shikisai (色彩?)»                                        |        | 5:13     |  |
| 21.                                                                   | «Bye Bye, See You. (じゃあね、またね。 Jā ne, Mata ne.?)» | Riria. | 4:05     |  |
| 73:28                                                                 |                                                           |        |          |  |